# Isola Piana (Olbia)
L'isola Piana è un'isola del mar Tirreno situata a ridosso della costa nord-orientale della Sardegna, tra la frazione di Porto Istana e l'isola di Tavolara.

Appartiene amministrativamente al comune di Olbia e si trova all'interno dell'area naturale marina protetta Tavolara - Punta Coda Cavallo.